# Hegedűs Péter (műfordító)
Hegedűs Péter (Kazincbarcika, 1976. január 13.–) író, műfordító, szakfordító.

## Élete
Középfokú tanulmányait a miskolci Avasi gimnázium kéttannyelvű osztályában végezte, majd a szolnoki Kereskedelmi és Gazdasági Főiskola külgazdasági szakán szerzett diplomát. Később a Szegedi Tudományegyetem amerikanisztika-hispanisztika szakán végzett; utolsó egyetemi éveiben kezdte meg önálló műfordítói tevékenységét. 2002-ben a British Council által meghirdetett országos műfordítóversenyen 4. helyezést ért el, s a későbbiekben is tevékenyen részt vett az intézet műhelyfoglalkozásain.
2003-ban társadalomtudományi szakfordítói vizsgát tett, azóta különböző hazai kiadóknak készít szak- és műfordításokat. Nős, egy fiúgyermek apja. 

## Művei
- Zöldcsütörtök (novellák) Bába és Társa Kiadó, Szeged, 2003.
- A Nagy Hadronütköztető (novellák) Atlantic Press Könyvkiadó, Budapest, 2012.
- Panelárnyék (regény) Atlantic Press Könyvkiadó, Budapest, 2015.[1]
- Szilíciumbörtön (regény) Atlantic Press Könyvkiadó, Budapest, 2022.
- Apafiság (regény) Atlantic Press Könyvkiadó, Budapest, 2025.